# Storyteller (VALSHEのアルバム)
『storyteller』（ストーリーテラー）は、VALSHEのミニアルバム。2010年9月23日、5pb.Recordsから発売された。

## 概要
「SPICE -another one-」は、minatoが制作したボーカロイド曲のカバー。5pb.Records在籍最後の作品及び同レーベルからリリースされた唯一のアルバム。2014年2月19日にBeingからアルバム「V.D.」を発売するにあたり、Beingから当アルバムが再発された。「valuable sheaves」に次いで2番目の売上を記録している。

## 批評
CDジャーナルは「中性的でパワフルなヴォーカルは訴求力あり。楽曲のクオリティも高い。白皙(hakuseki)の美麗イラストも含め、その完成された世界に圧倒される」と評した。

## 収録曲
1. NEVER LAND (3:53)
作詞・作曲・編曲：minato
2. Myself (3:36)
作詞：VALSHE・minato　作曲：minato　編曲：齋藤真也
3. 拘束 (4:43)
作詞：VALSHE・minato　作曲：minato　編曲：minato・FAITH-T
4. graffias (4:46)
作詞：VALSHE・minato　作曲：minato　編曲：FAITH-T
5. yours (4:07)
作詞・作曲：minato　編曲：FAITH-T
6. doubt (4:02)
作詞：minato　作曲・編曲：doriko
7. nameless story (4:33)
作詞：VALSHE　作曲：minato　編曲：FAITH-T
8. epilogue -graffias- (1:58)
作曲：minato　編曲：FAITH-T
9. SPICE -another one- (3:37)
作詞・作曲・編曲：minato